# جوافة (جنس)
الجُوَافَة (الاسم العلمي: Psidium) هي جنس من النباتات تتبع فصيلة الآسية من رتبة الآسيات. يعتبر من النباتات الأصلية في المناطق الأكثر دفئا في نصف الكرة الغربي (المكسيك وأمريكا الوسطى والجنوبية وجزر الهند الغربية وغالاباغوس وجنوب الولايات المتحدة).

## أنواع نبات الجوافة
تم وصف هذا الجنس لأول مرة من قبل عالم النبات السويدي كارولوس لينيوس في 1753. تحمل العديد من الأنواع ثمارًا صالحة للأكل ولهذا السبب تزرع العديد منها تجاريًا. أكثر الأنواع المستزرعة شعبية هي الجوافة المألوفة.
- جوافة إهليلجية
- جوافة أليفة البرد
- جوافة بيضاء
- جوافة بيضوية
- جوافة تحت زرقاء
- جوافة ثلاثية الفلقات
- جوافة ثؤلولية
- جوافة جبلية
- جوافة جذعية الأزهار
- جوافة جنوبية
- جوافة دغلية
- جوافة دقيقة الأوراق
- جوافة رمادية
- جوافة زائدية
- جوافة سفائية
- جوافة سنمية
- جوافة شجرية
- جوافة صخرية
- جوافة صغيرة الأوراق
- جوافة ضفافية
- جوافة عملاقة
- جوافة غدية
- جوافة مألوفة
- جوافة غويانية
- جوافة غينية
- جوافة قاسية
- جوافة قرصية
- جوافة قرنية
- جوافة قصيرة الأوراق
- جوافة قليلة البذور
- جوافة كبيرة الأزهار
- جوافة كبيرة الأوراق
- جوافة كتليانية
- جوافة كروية
- جوافة متطاولة الأوراق
- جوافة مستطيلة
- جوافة معترشة
- جوافة مغبرة
- جوافة ملتفة الساق
- جوافة منكسرة
- جوافة هايتية
- جوافة وردية